# Rosaura (serie animata)
Rosaura (ピュア島の仲間たち?, Pyua tou no nakama-tachi, lett. "Amici dell'isola pura") è una serie televisiva anime diretta da Yoshikuni Nishi, Toyo Ebishima e Nobuo Onuki, su soggetto di Nobuo Onuki. La serie, di 26 episodi, è andata in onda in Giappone tra il 1º luglio e il 23 dicembre 1983 su Nippon Television. L'edizione italiana della serie è stata trasmessa su Rai Uno dal 26 dicembre 1985 al maggio 1986 ogni giovedì all'interno del contenitore Magic! e poi replicata su Italia 1 a fine anni 90.
La storia è basata sul romanzo per ragazzi Serendipity, dello scrittore Stephen Cosgrove. Il nome proprio Serendipity richiama il sostantivo serendipità.

## Trama
Henry, un ragazzino vivace e curioso, è in viaggio esplorativo nell'oceano Antartico, assieme ai suoi genitori. Un incidente però, lo separa dalla sua famiglia, e si trova a vagare in mare aperto, aggrappato ad un iceberg, in compagnia di un enorme e misterioso uovo rosa. Sia l'uovo che Henry, vengono trasportati dalla corrente fino a un'isola, chiamata Isola Pura, nel mare del Sud. L'isola è un paradiso terrestre, popolato da creature fantastiche e bizzarre, e governato da una regina sirena di nome Laura. Di lì a poco, dall'uovo nasce Rosaura, un grande drago marino rosa dalla cresta verde. Rosaura e Henry decidono di rimanere sull'isola, per proteggere i suoi abitanti dal crudele capitano Smadge, intenzionato a invaderla e rubare la "Lacrima della sirena", il prezioso tesoro del luogo.

## Doppiaggio
| Personaggio (nome originale) | Doppiatore originale | Doppiatore italiano |
| ---------------------------- | -------------------- | ------------------- |
| Rosaura (Serendipity)        | Mari Okamoto         |                     |
| Henry (Kona)                 | Michiko Nomura       | Massimo Milazzo     |
| Pila-Pila                    | Yūji Mitsuya         |                     |
| Capitano Smadge (Smudge)     | Kosei Tomita         | Mario Colli         |
| Primo ministro Dolf          | Kei Tomiyama         |                     |
| Regina Laura (Lola)          | Yuri Nashiwa         | Daniela Igliozzi    |
| Akanatsu                     | Noriko Tsukase       |                     |
| Minta                        | Rihoko Yoshida       |                     |